# Comté de Brant
Pour les articles homonymes, voir Brant.
Le comté de Brant est une municipalité rurale de l'Ontario.

## Situation
Le comté de Brant est situé dans le sud de l'Ontario, à 100 km au sud-ouest de Toronto. La municipalité a des bureaux à Burford, Paris et St. George.
Il est bordé par la région de Waterloo, la ville d'Hamilton, le comté d'Haldimand, le comté de Norfolk et le comté d'Oxford.
Géographiquement, la ville de Brantford est entourée par le comté de Brant. Dans les données de Statistique Canada, la division de recensement de Brant inclut Brantford et les réserves de Six Nations et New Credit, bien qu'aucune d'elle ne participe au gouvernement municipal de Brant.

## Communautés
Les principaux centres du comté de Brant sont Paris, St. George et Burford.
Les plus petites communautés sont : Bishopsgate, Burtch, Cainsville, Cathcart, East Oakland, Etonia, Fairfield, Falkland, Glen Morris, Gobles, Harley, Harrisburg, Hatchley, Langford, Lockie, Maple Grove, Middleport, Mount Pleasant, Mount Vernon, New Durham, Newport, Northfield, Northfield Centre, Oakland, Onondaga, Osborne Corners, et Scotland.

## Chronologie municipale
Le comté de Brant a été formé en 1852. Il avait auparavant été une partie du comté de Wentworth & Oxford.

## Démographie
| 2001   | 2006   | 2011   | 2016   |
| ------ | ------ | ------ | ------ |
| 31 669 | 34 415 | 35 638 | 36 707 |

## Histoire
- Canton de Brantford (Brantford, Paris, Mount Pleasant, Cainsville), superficie 71 122 acres. Première colonie installée avant 1810. Le canton fut organisé en 1840.
- Canton de Burford (Burford, Scotland), superficie de 71 122 acres. Premier des cantons du milieu des terres à recevoir des colons. Arpenté en 1793, quatre familles s'y installent avant 1800.
- Canton d'Oakland (Scotland, Oakland), superficie de 10,676 acres. Appelé d'abord le Townsend Gore puis le Burford Gore, mais organisé en municipalité séparée en 1850.
- Canton d'Onondaga (Onondaga, Middleport), superficie de 20,613 acres. Première colonie en 1838. L'abandon formel du canton par les autochtones n'a pas été fait avant 1839.
- Canton de South Dumfries (Paris, St. George, Glen Morris), superficie de 46,265 acres.
- Canton de Tuscarora (Six Nations 40, New Credit), créé en 1784.

## Toponyme
Le nom fait référence au chef autochtone Joseph Brant.